# アダム・ディヴァイン
アダム・ディヴァイン（Adam DeVine,  1983年11月7日 - ）は、アメリカ合衆国の俳優である。

## 来歴
1983年、アイオワ州ウォータールーに生まれる。ネブラスカ州の高校を卒業後、カリフォルニア州のコミュニティカレッジへ進学。卒業後は、スタンダップ・コメディアンとしてキャリアをスタートさせた。後に学校で知り合った友人らとともに、コメディグループを立ち上げ、YouTubeやSNSなどのツールを使用して徐々に知名度を上げていった。2007年にジョン・ヘダー主演のコメディ映画『ママ男』の端役で映画デビュー。その後も順調にキャリアを重ねていっており、アナ・ケンドリックら出演のミュージカルコメディ映画『ピッチ・パーフェクト』などへの出演でも知られるようになった。2015年の『マイ・インターン』では、アン・ハサウェイ、ロバート・デ・ニーロらとも共演した。
テレビにおいては2013年からアンディ役で出演しているコメディシリーズ『モダン・ファミリー』でも知られているほか、テレビアニメシリーズ『おっはよー!アンクル・グランパ』にメインで登場するナルシストで自信過剰なピザのキャラクター、「ピッツァ・スティーヴ」'の声でも知られている。

## 出演作品

### 映画
| 年   | 邦題 原題                                                                          | 役名                           | 備考                                   | 吹き替え                                        |
| ---- | ---------------------------------------------------------------------------------- | ------------------------------ | -------------------------------------- | ----------------------------------------------- |
| 2007 | ママ男 Mama's Boy                                                                  | ミア・サーモポリス             |                                        | （吹き替え版なし）                              |
| 2009 | Ratko: The Dictator's Son                                                          | Chris                          |                                        | N/A                                             |
| 2011 | The Legend of Awesomest Maximus                                                    | Ephor 1                        |                                        | N/A                                             |
| 2012 | ピッチ・パーフェクト Pitch Perfect                                                 | バンパー・アレン               |                                        | 大塚智則（ソフト版1） 桜塚やっくん（ソフト版2） |
| 2014 | ネイバーズ Neighbors                                                               | Beer Pong Guy #1               | カメオ出演                             | TBA                                             |
| 2015 | ファイナル・ガールズ 惨劇のシナリオ The Final Girls                                | カート                         |                                        | 桐本拓哉                                        |
| 2015 | ピッチ・パーフェクト2 Pitch Perfect 2                                              | バンパー・アレン               |                                        | 吉田ウーロン太                                  |
| 2015 | マイ・インターン The Intern                                                        | ジェイソン                     |                                        | 新田英人                                        |
| 2016 | ウェディング・フィーバー ゲスな男女のハワイ旅行 Mike And Dave Need Wedding Dates   | マイク                         |                                        | 高木渉                                          |
| 2016 | ウェディング・バトル アウトな男たち Why Him?                                       | タイソン・モデル               |                                        | TBA                                             |
| 2016 | アイス・エイジ5/止めろ! 惑星大衝突 Ice Age: Collision Course                       | ジュリアン                     | 声の出演                               | 勝杏里                                          |
| 2017 | レゴバットマン ザ・ムービー The Lego Batman Movie                                  | バリー・アレン / フラッシュ    | 声の出演                               | 北田理道                                        |
| 2018 | 理想の男になる方法 When We First Met                                               | ノア・アシュビー               | Netflixオリジナル映画                  | 勝杏里                                          |
| 2018 | ゲームオーバー! Game Over, Man!                                                    | アレックス                     | Netflixオリジナル映画                  | 勝杏里                                          |
| 2019 | ロマンティックじゃない? Isn't It Romantic?                                         | ジョシュ                       | Netflixオリジナル映画                  | 高木渉                                          |
| 2019 | ジェクシー! スマホを変えただけなのに Jexi                                          | フィル・トンプソン             |                                        | 杉田智和                                        |
| 2020 | サイケな世界 ～スターが語る幻覚体験～ Have a Good Trip: Adventures in Psychedelics | 若い頃のアンソニー・ボーディン | Netflixオリジナル映画 ドキュメンタリー | （吹き替え版なし）                              |
| 2020 | マジックに魅せらて Magic Camp                                                      | アンディ・タッカーマン         | Disney+オリジナル映画                  | 勝杏里                                          |
| 2021 | フランメルズの大冒険 EXTINCT                                                       | エド                           | Netflixオリジナル映画 声の出演         | 岸尾だいすけ                                    |
| 2023 | アウト・ロー 〜ギリ義理ファミリー〜 THE OUT-LAWS                                   | オーウェン・ブラウニング       | Netflixオリジナル映画                  | 高木渉                                          |

### テレビ番組
- Crossbows & Mustaches (2006 - 2008)
- Nick Cannon Presents: Short Circuitz (2007)
- フランクTV Frank TV (2008)
- サマンサ Who? Samantha Who? (2009)
- コミ・カレ!! Community (2013)
- アレステッド・ディベロプメント Arrested Development (2013)
- モダン・ファミリー Modern Family (2013 - 2015)
- 人生最高の瞬間 Adam DeVine: Best Time of Our Lives (2013 - 2015) (2019) Netflix Original Stand-up Comedy
- ピッチ・パーフェクト:バンパー・イン・ベルリン Pitch Perfect: Bumper in Berlin (2022)

### テレビアニメ
- トロン：ライジング TRON: Uprising (2012)
- おっはよー!アンクル・グランパ Uncle Grandpa (2013 - 2015)
- Sanjay and Craig (2014)
- アメリカン・ダッド American Dad! (2014)
- 出張ヒーローZERO Penn Zero: Part-Time Hero (2014, 2015)
- Lucas Bros Moving Co (2015)
- スティーブン・ユニバース Steven Universe (2015)